# نیکلا کامپوگرانده
نیکلا کامپوگرانده (ایتالیایی: Nicola Campogrande؛ زادهٔ ۹ اکتبر ۱۹۶۹) موسیقی‌دان، آهنگساز و روزنامه‌نگار حوزهٔ موسیقی اهل ایتالیا است.
از فیلم‌هایی که وی در آن‌ها نقش داشته‌است، می‌توان به والس اشاره نمود.